# 古府口駅
古府口駅（こふぐちえき）は、かつて富山県高岡市にあった加越能鉄道伏木線の駅（停留場）。

## 歴史
- 1948年（昭和23年）4月10日：富山地方鉄道伏木線の開業により開業。
- 1959年（昭和34年）4月1日：加越能鉄道に譲渡される。
- 1971年（昭和46年）9月1日：伏木線の廃止により廃駅。

## 隣の駅
加越能鉄道
伏木線
串岡駅 - 古府口駅 - 伏木港駅